# Unity Resources Group
Die Unity Resources Group ist ein in australischem Besitz befindliches privates Militär- und Sicherheitsberatungsunternehmen.

## Hintergrund
Die Unity Resources Group (Unity) wurde im Jahr 2000 in Australien gegründet und ist in Australien, Afrika, Amerika, im Nahen Osten, Zentralasien und Europa tätig.
Sie beschreibt sich selbst als ein Unternehmen mit einem "vielfältigen Kundenstamm, der staatliche, nichtstaatliche und multinationale Wirtschaftssektoren umfasst".
Mit dem Ende des Irak-Krieges 2003 entwickelte Unity das Unternehmen von einem kleinen Beratungsunternehmen zu einem Unternehmen, das eine Reihe großer Verträge mit multinationalen Unternehmen und Regierungsbehörden gewann, die auch heute noch von Unity betreut werden.
Die Belegschaft des Unternehmens besteht hauptsächlich aus australischen Staatsangehörigen. Im Jahr 2010 wurden die meisten Wachaufgaben in der australischen Botschaft in Bagdad jedoch von chilenischen Militärveteranen übernommen.
Unity ist Mitglied der International Stability Operations Association und war Mitglied der Private Security Company Association of Iraq, bevor sich diese Organisation 2011 auflöste.

## Dienstleistungen
Unity bietet die folgenden Dienstleistungen an:
- Sicherheitsdienste
- Beratungsdienste
- Krisendienste
- Luftfahrtdienste
- Gebäudemanagement

Unity ist eine Partnerschaft mit Tokio Marine HCC eingegangen, um ihren Kidnapp- und Lösegeld-Versicherungsnehmern weltweit Krisenreaktionsdienste zur Verfügung zu stellen.

## Tochterfirmen

### Australien
- Unity Resources Group Pty Ltd

### Asien
- Unity Resources Pakistan Pvt Ltd
- Unity Resources Group Pte Ltd

### Naher Osten
- Unity Resources Group Pte Ltd – Iraq

### Afrika
- Unity Resources Group (Kenya) Ltd

### Europa
- Unity Resources Group UK Ltd
- Unity Aviation Ltd

## Vorfälle
Am 17. Januar 2007 wurden die amerikanische Entwicklungshelferin Andrea "Andi" Parhamovich und drei ihrer URG-Wachen getötet, als ihr Konvoi im Bagdader Stadtteil Yarmouk von Aufständischen in einen Hinterhalt gelockt wurde. Parhamovich war gerade von einem Treffen im Hauptquartier der Islamischen Partei Iraks zurückgekehrt, als der Angriff stattfand.
Am 9. Oktober 2007 schossen Mitarbeiter des Unternehmens in Bagdad auf ein sich näherndes Auto. Zwei Zivilistinnen, die beide auf dem Vordersitz saßen, wurden getötet: Marou Awanis, 48 Jahre alt, Mutter von drei Kindern, und Genevia Askander, 30 Jahre alt. Die Schießerei hat im Irak starke Empörung hervorgerufen, da sie sich eng an die Schießerei in Bagdad vom 16. September 2007 anschließt, die zu dem Versuch der irakischen Regierung führte, Blackwater aus dem Irak zu verbannen. Beide Frauen wurden als armenische Christinnen identifiziert.
Das Unternehmen verteidigt die Aktionen seiner Mitarbeiter, die mehr als neunzehn Schuss abgefeuert hatten, bevor sie sich schnell vom Tatort entfernten und wurde von jeglichem Fehlverhalten freigesprochen. Unity ist Sicherheitsdienstleister für den USAID-Auftragnehmer RTI International. RTI war jedoch nicht der Klient unter Schutz, als die Schießerei stattfand. Die Passagiere auf dem Rücksitz, darunter ein Kind, überlebten den Vorfall.
Im März 2006 wurde ein Unity-Mitarbeiter der Erschießung eines 72-jährigen Australiers an einem Kontrollpunkt in Bagdad beschuldigt. Das Opfer, Professor Kays Juma, war seit 25 Jahren in Bagdad ansässig und fuhr jeden Tag durch die Stadt. Es wurde behauptet, dass er sein Fahrzeug beschleunigte, als er sich den Wachen näherte.
Im Mai 2016 starb ein Leibwächter in der australischen Botschaft in Bagdad, als er durch einen Kopfschuss getötet wurde. Ein Kollege durfte nach einer Befragung durch die Australian Federal Police nach Australien zurückfliegen. Beide Männer waren ehemalige australische Soldaten, die bei der URG beschäftigt waren. Ende 2019 fand eine Untersuchung des Todesfalls vor dem Coroners Court in Brisbane statt.